# Bí mật vũ trụ (phim)
Bí mật vũ trụ (tiếng Anh: The Sparticle Mystery) là loạt phim truyền hình khoa học viễn tưởng của Anh dành cho thiếu niên được sáng tạo bời nhà biên kịch Alison Hume và sản xuất bởi Sparticles Productions  cho kênh CBBC. Bộ phim kể về câu chuyện một nhóm 10 đứa trẻ trong bối cảnh nước Anh hiện đại, nơi mà một thí nghiện của Large Hadron Collider, có tên là Sparticle Project đã bị lỗi, nó dịch chuyển tất cả nhửng người trên 15 tuổi vào thế giới song song vào đúng 11:11 sáng. Những đứa trẻ còn lại dưới 15 tuổi tìm đến Sparticle Project với mục đích đưa người lớn trở lại và sắp xếp lại hai chiều không gian.
Bộ phim được TVM Corp. mua bản quyền và phát sóng tại Việt Nam trên kênh HTV3 hồi tháng 11 năm 2012.

## Nội dung
Vào ngày 11 tháng 10, lúc 11 giờ 11 phút, người lớn đã biến mất khỏi thế giới vào một thế giới song song do tai nạn khoa học của dự án Sparticle. Do đó, những người dưới 15 tuổi phải ở lại một thế giới song song với thế giới của người lớn. Sau đó nhóm bạn Sadiq và Kat cùng với Holly, Jeffrey, Reese,... cùng nhau đến mỏ Black Tor để sửa lại dự án và đem người lớn trở về.

## Nhân vật chính
- Sadiq: là nhóm trưởng của nhóm Sparticle, 14 tuổi. Có cô em gái là Frankie, 7 tuổi
- Kat: Tên thật là Katherine, con của giáo sư Henry Barker. Cô rất hiểu biết về các môn khoa học tự nhiên.
- Callum: Hồi trước là một tên đầu gấu, lúc sau bị bắt vì tội ăn cắp, cậu bị bắt và cùng giúp Kat sửa lại dự án. Cậu có cảm tình với Kat
- Reese: Một cô bé tóc vàng dài, 9 tuổi, cô có năng lực siêu nhiên như: đọc suy nghĩ của người khác, nói chuyện với chó, di chuyển đồ vật bằng ý nghĩ, cô cũng là người có thể thấy cánh cổng kết nối giữa hai thế giới. Lúc sau, cô được Sadiq cho làm nhóm trưởng của dự án
- Holly: Một cô bé bị mất một cánh tay. Ba mẹ cô rất hay cãi nhau. Vì thế, cô muốn dự án Sparticle tan rã, không thành công. Cô ghét nhất Reese bởi vì nó có năng lực siêu nhiên và ai cũng tin, điều đáng tiếc là cô không tin và cô ghét câu hỏi từ mọi người: "Where's Reese?" (Reese đâu?)
- Ami: Một câu bé 11 tuổi, bị mắc bệnh tiểu đường, và cậu phải có isulin bên mình. Cậu rất thông minh và luôn nghe lời Sadiq, và cậu cũng là trợ lý đặc lực của Sadiq và Kat
- Jordan: Một cậu bé 13 tuổi là anh trai sinh đôi của Jeffrey. Cậu luôn bảo vệ cho em mình và nói: Em tôi là một siêu nhân!
- Jeffrey: Gọi thân mật là Jeff, thường được Jordan gọi, là cậu bé thông minh, giả vờ khuyết tật. Cậu có cảm tình với Tia, cậu cũng là nhà làm vườn giỏi, thợ nấu bánh ngon,...
- Tia: Một cô bé 14 tuổi, yêu thời trang, thích làm đẹp. Cô có cảm tình với Jeffrey. Lúc sinh nhật, cô đã khóc rất nhiều vì mình sẽ 15 tuổi và qua thế giới người lớn. Jeff đã an ủi cô: Nếu chị qua bên kia, em sẽ hoàn thành dự án để đưa chị về
- Frankie: Là em gái của Sadiq, 7 tuổi, thích chọc chị Tia và anh Jeffrey
- Liam: Là hàng xóm của Kat, 7 tuổi, thường hay chơi với Frankie
- Doomsday Dora: Là nhà khoa học tham gia vào dự án Sparticle, đã hướng dẫn nhóm bạn qua máy tính để sửa lại dự án để đưa người lớn trở về. Cô cũng đã bị đi qua thế giới người lớn
- Anita, Là một nhà khoa học. Cô không tham gia dự án Sparticle và vẫn ở lại thế giới trẻ con vì cô mang trong mình trái tim của cậu bé 14 tuổi. Cô rất cáu gắt và hay bị trụy tim
- Henry Barker, là nhà khoa học tham gia dự án Sparticle, ba của Kat
- Muna: Là người bị kẹt giữa 2 thế giới. Cô đã hiện ra khi vào tập gần cuối, giúp nhóm bạn mang người lớn về. Cô nói tiếng Bồ Đào Nha

## Các nhân vật khác
Là nhân vật nhóm bạn đi qua và gặp tình cờ
- Beth: sống cùng người khác tại bệnh viện, 10 tuổi, có cậu em trai là Kyle, 1 tháng tuổi
- Megan: Sống ở mỏ Black Tor cùng các đứa trẻ khác, cô 13 tuổi, làm cho đám trẻ tin vào truyện thần thoại và làm hỏng bước đầu của kế hoạch sửa lại dự án. Được bọn trẻ tôn vinh: Megan quyền năng